# Alban Hoxha
Alban Hoxha (Cërrik, 23 de novembro de 1987) é um futebolista albanês que joga como goleiro atualmente pelo KS Dinamo Tiranë da Albânia .

## Carreira
Alban fez parte do elenco da Seleção Albanesa de Futebol da Eurocopa de 2016.